# Национально-освободительный фронт Греции
Национально-освободительный фронт Греции (ЭАМ, греч. Εθνικό Απελευθερωτικό Μέτωπο, ΕΑΜ) — в годы Второй мировой войны организация, объединившая различные патриотические силы Греции, боровшиеся против нацистской оккупации. К моменту освобождения страны от немецких войск насчитывала более 1,8 миллиона членов. Фактическим лидером ЭАМ был коммунист Йоргис Сиантос.

## История
Организация была основана 27 сентября 1941 года по инициативе Коммунистической партии Греции. Помимо КПГ, в числе учредителей Фронта были Социалистическая и Аграрная партии, а также Союз за народную демократию. Его целями были объявлены полное освобождение страны, формирование временного правительства из членов организации и решение вопроса о форме правления.
Организация стояла у истоков греческого Сопротивления, по её инициативе в декабре 1941 года была создана Народно-освободительная армия Греции (ЭЛАС), располагавшая собственным Греческим народно-освободительным флотом. Молодёжной организацией ЭАМ была Единая всегреческая организация молодёжи. В феврале 1943 года прошла всеобщая забастовка в Афинах, подготовленная ЭАМ.
С 1943 года началось постепенное освобождение Греции от немецких войск силами ЭЛАС и ЭAM. 10 марта 1944 года посредством ЭАМ был создан Политический комитет Национального освобождения, аналог временного правительства. 24 апреля 1945 года был преобразован в политический блок левых партий, деятельность которого была запрещена 27 декабря 1947 года правительством.
Среди активных участников ЭАМ были в частности:
- греческий поэт, актёр и переводчик Яннис Рицос;
- греческий магнат-судовладелец Василис Константакопулос.
- член руководства компартии Греции Костас Гамветас.